# Пиезоелектричен ефект
Пиезоелектричният ефект е ефект на възникване на поляризация на диелектрик под въздействие на механично напрежение (нарича се пряк пиезоелектричен ефект). Съществува и обратен пиезоелектричен ефект – възникване на механични деформации под въздействие на електрическо поле. Думата „пиезо“ произлиза
от старогръцки: πιέζειν – мачкам, натискам.
Прекият и обратният пиезоелектричен ефект се наблюдават в един и същ вид кристали – т. нар. пиезоелектрици. Този ефект е открит от братята Жак и Пиер Кюри през 1880 г. Обратният ефект е бил предсказан през 1881 г. от Габриел Липман въз основа на термодинамически съображения и експериментално доказан от братята Кюри през същата година.
Пиезоефектът не трябва да се бърка с електрострикцията. За разлика от електрострикцията, прекият пиезоефект се наблюдава само в кристали без център на симетрията. Пиезоефектът се наблюдава само при диелектрически кристали, отнасящи се към един от 20-те класа на точковите групи.

## Приложение
Прекият пиезоелектричен ефект се използва в:
- пиезозапалките за получаване на високо напрежение при заряда;
- чувствителен елемент в микрофони;
- датчиците в ролята на чувствителен елемент;
- контактен пиезоелектрически предпазител.

Обратният пиезоелектричен ефект се използва за:
- пиезоизлъчватели, ултразвукови излъчватели;
- системи за свръхточно позициониране, например в системата за позициониране на иглата в сканиращия тунелен микроскоп или в позициониращото устройство за преместване главата на твърдия диск[1];
- пиезоелектрически двигател;
- подаване на мастило в широкоформатни принтери, печатащи със солвентни мастила и мастила с ултравиолетово осветление;
- адаптивната оптика, за огъване на отразяващата повърхност на кривите огледала.

Обратният и прекият пиезоелектричен ефект едновременно се използват за:
- кварцовите резонатори, които се използват като еталон за честота;
- пиезотрансформаторите – за изменение на напрежение с висока честота.